# La Course by Le Tour de France 2015
La 2.ª edición de La Course by Le Tour de France se celebró el 21 de julio de 2015 como preámbulo a la última etapa del Tour de Francia 2015 en los Campos Elíseos de París sobre 13 vueltas para un total de 89 km.
La carrera hizo parte del calendario internacional de la UCI como competencia de categoría 1.1. La prueba fue ganada por la ciclista neerlandesa Anna van der Breggen del equipo Rabo Liv Women
El podio lo completaron la ciclista belga Jolien D'Hoore del equipo Wiggle Honda y la ciclista neerlandesa Amy Pieters del equipo Liv-Plantur.

## Clasificaciones finales
Las clasificaciones finalizaron de la siguiente forma:

### Clasificación general
| \| Clasificación general \| Clasificación general \| Clasificación general \| Clasificación general \| Clasificación general \| \| Ciclista \| Ciclista \| Equipo \| Tiempo \| \| \| --------------------- \| --------------------- \| --------------------- \| --------------------- \| --------------------- \| \| 1.ª \| Anna van der Breggen \| Rabo Liv Women \| 2 h 05 min 01 s \| \| \| 2.ª \| Jolien D'Hoore \| Wiggle Honda \| + 1 s \| \| \| 3.ª \| Amy Pieters \| Liv-Plantur \| + 1 s \| \| \| 4.ª \| Lizzie Armitstead \| Boels Dolmans \| + 1 s \| \| \| 5.ª \| Lotta Lepistö \| Bigla \| + 1 s \| \| \| 6.ª \| Lisa Brennauer \| Velocio-SRAM \| + 1 s \| \| \| 7.ª \| Emma Johansson \| Orica-AIS \| + 1 s \| \| \| 8.ª \| Lucinda Brand \| Rabo Liv Women \| + 1 s \| \| \| 9.ª \| Kirsten Wild \| Hitec Products \| + 1 s \| \| \| 10.ª \| Christine Majerus \| Boels Dolmans \| + 1 s \| \| |                      |                |                 |
| |                      |                |                 |
| Fuente: ProCyclingStats |                      |                |                 |
| Clasificación general |                      |                |                 |
| Ciclista | Ciclista             | Equipo         | Tiempo          |
| 1.ª | Anna van der Breggen | Rabo Liv Women | 2 h 05 min 01 s |
| 2.ª | Jolien D'Hoore       | Wiggle Honda   | + 1 s           |
| 3.ª | Amy Pieters          | Liv-Plantur    | + 1 s           |
| 4.ª | Lizzie Armitstead    | Boels Dolmans  | + 1 s           |
| 5.ª | Lotta Lepistö        | Bigla          | + 1 s           |
| 6.ª | Lisa Brennauer       | Velocio-SRAM   | + 1 s           |
| 7.ª | Emma Johansson       | Orica-AIS      | + 1 s           |
| 8.ª | Lucinda Brand        | Rabo Liv Women | + 1 s           |
| 9.ª | Kirsten Wild         | Hitec Products | + 1 s           |
| 10.ª | Christine Majerus    | Boels Dolmans  | + 1 s           |

### Clasificación de los sprints (metas volantes)
| Clasificación de las metas volantes | Clasificación de las metas volantes | Clasificación de las metas volantes | Clasificación de las metas volantes | Clasificación de las metas volantes |
| Ciclista                            | Ciclista                            | Equipo                              | Puntos                              |                                     |
| ----------------------------------- | ----------------------------------- | ----------------------------------- | ----------------------------------- | ----------------------------------- |
| 1.ª                                 | Mia Radotić                         | BTC City Ljubljana                  | 14 pts                              |                                     |
| 2.ª                                 | Tiffany Cromwell                    | Velocio-SRAM                        | 11 pts                              |                                     |
| 3.ª                                 | Vera Koedooder                      | Bigla                               | 10 pts                              |                                     |
| 4.ª                                 | Lizzie Williams                     | Orica-AIS                           | 10 pts                              |                                     |
| 5.ª                                 | Christine Majerus                   | Boels Dolmans                       | 7 pts                               |                                     |

### Clasificación de la mejor joven
| Clasificación del mejor joven | Clasificación del mejor joven | Clasificación del mejor joven | Clasificación del mejor joven | Clasificación del mejor joven |
| Ciclista                      | Ciclista                      | Equipo                        | Tiempo                        |                               |
| ----------------------------- | ----------------------------- | ----------------------------- | ----------------------------- | ----------------------------- |
| 1.ª                           | Christina Siggaard            | Matrix Fitness Pro Cycling    | 1 h 05 min 09 s               |                               |
| 2.ª                           | Coryn Rivera                  | UnitedHealthcare              | + 0 s                         |                               |
| 3.ª                           | Maria Giulia Confalonieri     | Alé Cipollini                 | + 8 s                         |                               |

## Premios
En total se otorgaron premios por € 22.500. De los cuales € 17.000 fueron para los primeros 20 corredores de la carrera, € 3,500 para los tres mejores sprints y € 2,000 para las tres mejores jóvenes.
| Posición                     | 1.ª     | 2.ª     | 3.ª     | 4.ª     | 5.ª   | 6.ª   | 7.ª   | 8.ª   | 9.ª   | 10.ª  | 11.ª-20.ª | Total    |
| Clasificación general        | 6 000 € | 4 000 € | 2 000 € | 1 000 € | 800 € | 700 € | 600 € | 400 € | 300 € | 200 € | 100 €     | 17 000 € |
| Clasificación de los sprints | 2 000 € | 1 000 € | 500 €   |         |       |       |       |       |       |       |           | 3 500 €  |
| Clasificación de las jóvenes | 1 000 € | 600 €   | 400 €   |         |       |       |       |       |       |       |           | 2 000 €  |